# Blacus annulatus
Blacus annulatus är en stekelart som beskrevs av Van Achterberg 1988. Blacus annulatus ingår i släktet Blacus och familjen bracksteklar. Inga underarter finns listade.